# Karbamoil aspartinska kiselina
Karbamoil aspartinska kiselina (ureidosukcinska kiselina) je karbamatni derivat koji služi kao intermedijar u biosintezi pirimidina.